# حسن‌خان عظیما
حسن‌خان عظیما  از سیاستمداران ایرانی بود، که در دوره‌  هفتم بعنوان نماینده تهران در مجلس شورای ملی حضور داشت.